# França nos Jogos Olímpicos de Verão de 1896
França participou dos Jogos Olímpicos de Verão de 1896, em Atenas, na Grécia.
Treze atletas da França competiram em seis esportes em Jogos Olímpicos de Verão de 1896. A França conseguiu 5 medalhas de ouro e o quarto maior total de medalhas, com 11. Ciclismo foi o esporte em que os concorrentes franceses tiveram mais sucesso, uma vez que dominaram completamente o campo. O time francês teve 27 participações em 18 eventos.